# Kostel svaté Kateřiny Alexandrijské (Vidnava)

Farní kostel svaté Kateřiny Alexandrijské se nachází ve městě Vidnava v okrese Jeseník. Kostel náleží pod Římskokatolickou farnost Vidnava, děkanát Jeseník, diecéze ostravsko-opavská. Kostel je kulturní památkou ČR.

## Historie
První písemná zmínka je z roku 1285. Výstavbu pravděpodobně zahájili na začátku druhé poloviny 13. století. Předpoklad vychází ze zachovalého půdorysu, který je shodný s obdobnými stavbami v Javorníku-vsi a Bernarticích, a některých prvků, jako jsou západní portál, torzo portálu a okna v severní stěně či zachovalé části vnitřních omítek. Opevněný kostel byl součástí opevnění středověkého města a navazoval na severovýchodní úsek opevnění dnešního zámku.
První stavební úpravy proběhly v 14. století. V roce 1438 byla Vidnava i kostel vypálen husitským vojskem. Poté byl kostel opraven a byla přistavěna gotická hranolová věž s ochozem a střílnami. Renesanční přestavba byla provedena v roce 1537. V roce 1574 kostel znovu vyhořel. Na přelomu 16. a 17. století byla vedle věže postavena kaple svaté Hedviky. V roce 1728 byl barokně přestavěn podle návrhu, který je přisuzován staviteli M. J. Kleinovi z Nisy, popřípadě jeho nástupci F. A. Hammerschmiedovi. V roce 1748 byl kostel zasvěcen svaté Kateřině Alexandrijské. V 80. letech 18. století měl být zbořen kvůli havarijnímu stavu a narušené statice, která byla zapříčiněna barokní přestavbou. V roce 1784 byly opraveny hlavní a boční oltáře. V letech 1800–1801 byla provedena klasicistní úprava – boční lodě byly zvýšeny o jedno patro. Přestavbou se zlepšila statika zdí a vzniklo šest nových bočních empor. Autorem projektu byl pravděpodobně J. G. Krug, který v té době působil ve službách vratislavského biskupa. V letech 1883–1884 proběhly novogotické úpravy, které provedl stavební rada Swoboda z Opavy. V roce 1910 zhotovil stropní a boční výmalbu malíř Alois Bauch.
V roce 1760 bylo zrušeno užívání hřbitova kolem kostela a v první polovině 19. století bylo zbořeno ohrazení kolem kostela, zachována je jen část se dvěma kulisovými bránami západně od fary na jižní straně kostela.
V roce 1930 a letech 1974–1977 byly provedeny renovace vnitřních výmaleb, opraveny fasády a střecha. Na kostele je umístěno devět náhrobních a pamětních desek hlavně z 16. a 18. století.
V roce 2016 byla provedena oprava fasády, soklu a střech za podpory dotačního Programu památkové péče v Olomouckém kraji v roce 2016. Oprava věže a věžních hodin byla ukončena v roce 2017.

## Popis
Kostel je jednolodní orientovaná zděná stavba ukončena čtyřhranným závěrem a s věží přistavěnou k severozápadnímu nároží. K závěru přiléhají pravoúhlé kaple. Hlavní loď je kryta sedlovou střechou se sanktusníkem, boční kaple mají střechy pultové. Průčelí jsou hladká s okny s půlkruhovými záklenky. Průčelí doplňují tři předsíně, západní je členěna lizénami a ukončena štítem se zubořezem a třemi plastikami. Krytý hlavní portál má ústupkové ostění s jedním vloženým prutem a je ukončen talířovou hlavicí. Sakristie je umístěna na jižní straně kněžiště. 

## Interiér
Interiér je členěn nakoso postavenými pilastry nesoucími římsu s dvojicí pasů, které oddělují tři pole valené klenby s lunetami. Do bočních kaplí zaklenutých plackou vedou půlkruhové arkády. Triumfální oblouk má segmentový záklenek, kněžiště je zaklenuto plackou dosedající na pilastry.
Varhany o dvou manuálech a 24 rejstřících byly vyrobeny v roce 1905 krnovskou varhanářskou firmou Bratři Riegerové. V roce 2011 byly opraveny.

## Věž
Gotická věž byla v roce 1537 renesančně přestavěna do podoby mohutné zvonice s atikovým patrem zdobeným vlaštovčími ocasy. Další přestavba byla v letech 1883–1884, kdy byla odstraněna atika, věž zvýšena (na 50 m) a osazena hrotitou střechou s křížem na jejím vrcholu, romantizujícími věžicemi v nárožích a čtyřhrannými ciferníky hodin. Původně měla věž ochozy a obranné střílny. Třípatrová věž je členěna římsami a nárožními lizénami, které nad hlavní římsou přecházejí v tupé fiály. V úrovni hlavní římsy jsou trojúhelníkové štíty zdobené slepými arkádami. V prvním patře jsou okna kruhová, ve druhém s kruhovými záklenky a v třetím patře sdružená.

## Zvony
Zvony ve věži byly čtyři, v roce 1732 byl zavěšen umíráček. V období první světové války byly zvony rekvírovány a nahrazeny v letech 1922–1924. Na začátku druhé světové války byly zvony opět rekvírovány.  Byl zachován pouze zvon sv. Kateřiny, který byl ulit v roce 1514 zvonařem Matyášem Halbritterem z Minstrberku. Zvon praskl vlivem bití nadměrně tvrdé pěsti srdce zvonu. Nese nápis gotickou minuskulí na horním okraji čepce zvonu pod jeho základnou (překlad): SVATÁ ANNA – ROK PÁNĚ 1514 – TOTO DÍLO JEST ULITO MNOU, MATYÁŠEM HALBRITTEREM V MINSTERBERKU DRŽITELEM ROZSÁHLÉHO MĚSTSKÉHO VINAŘSKÉHO JMĚNÍ. Přechod čepce do pláště zvonu rozděluje druhý řádek textu: Ó SVATÁ KATEŘINO, PATRONKO NAŠE – U CELÉ TROJICE VŽDYCKY PROS ZA NÁS – ABYCHOM SI OBĚ SMERTI NEZASLOUŽILI A JEN TEBE UCTÍVALI. Pod nápisem v rámečku je vyobrazený reliéf Panny Marie s korunou a svatozáří stojící na půlměsíci s Ježíškem v levé ruce. Tento prasklý zvon byl z věže snesen 13. května 2016 a byl vystaven v kostele svaté Kateřiny. Na jeho místo byl zavěšen nový zvon zasvěcený svaté Janě z Arku, který byl ulit v polském Přemyšli v dílně zvonaře Jana Felczyńskéko dne 19. února 2016. Zvon má hmotnost 580 kg, spodní průměr 990 mm a je laděn do tóniny gis.